# Júiči Sugita
Júiči Sugita, japonsky 杉田祐一, Sugita Júiči, (* 18. září 1988 Sendai) je japonský profesionální tenista. Ve své dosavadní kariéře na okruhu ATP World Tour vyhrál jeden singlový turnaj. Na challengerech ATP a okruhu ITF získal do roku 2017 dvacet jedna titulů ve dvouhře.
Na žebříčku ATP byl ve dvouhře nejvýše klasifikován v říjnu 2017 na 36. místě a ve čtyřhře pak v srpnu 2014 na 363. místě. Trénuje ho Kentaro Masuda. Od konce ledna 2012 do závěru února 2016 strávil všechny týdny mezi 101.–200. pozicí světové klasifikace. Na juniorském kombinovaném žebříčku ITF dosáhl maxima v únoru 2006, kdy mu patřila 73. příčka.
V daviscupovém týmu debutoval v roce 2007 čtvrtfinálem 1. skupiny asijsko-oceánské zóny proti Čínské lidové republice, v němž vyhrál dvouhru nad Jü Sin-jüanem a za rozhodnutého výsledku podlehl Sun Pchengovi. Japonsko postoupilo 4:1 na zápasy. Do roku 2018 v soutěži nastoupil k třinácti mezistátním utkáním s bilancí 7–4 ve dvouhře a 1–5 ve čtyřhře.
Japonsko reprezentoval také na Letních olympijských hrách 2016 v Rio de Janeiro, kde obdržel divokou kartu ITF do mužské dvouhry. Ve druhém kole prohrál s patnáctým nasazeným Francouzem Gillesem Simonem.
K 13. květnu 2019 byl Sugita veden na 187. příčce světového žebříčku.

## Tenisová kariéra
V rámci hlavních soutěží událostí okruhu ITF debutoval v září 2003, když na turnaj v Kašiwě získal divokou kartu. V úvodním kole podlehl krajanu Tošihidu Macuovi, jemuž odebral jen dva gamy. Premiérový singlový titul v této úrovni vybojoval na zářijové události roku 2006 v Ósace po finálové výhře nad Tchajwancem Hsinem-Hanem Leem. Na challengerech ATP si první triumf připsal v březnu 2010 na kjotské události. Závěrečný duel zvládl proti Australanu Matthew Ebdenovi. Bodový zisk jej poprvé v kariéře posunul do světové dvoustovky, když po turnaji figuroval na 186. příčce.
Ve dvouhře okruhu ATP World Tour debutoval na tokijském AIG Japan Open Tennis Championships 2008, kam obdržel divokou kartu. Na úvod však nestačil na krajana Takaa Suzukiho. Do čtvrtfinále prošel na Aircel Chennai Open 2012 poté, co na jeho raketě zůstali osmý nasazený Belgičan Olivier Rochus a Tchajwanec Lu Jan-sun. Následně však nenašel recept na Španěla Nicoláse Almagra ipo těsném třísetovém průběhu.
Debut v hlavní soutěži nejvyšší grandslamové kategorie zaznamenal v mužské dvouhře Wimbledonu 2014, do níž postoupil po zvládnuté kvalifikaci a závěrečném vítězství nad Švýcarem Marcem Chiudinellim. Ukončil tak sérii sedmnácti kvalifikačních turnajů, z nichž se mu od roku 2009 nepodařilo projít do hlavní soutěže. V prvním kole jej pak vyřadil devatenátý nasazený Španěl Feliciano López ve třech tiebreacích.
Na Asijských hrách 2014 v Inčchonu vybojoval po čtvrtfinálové výhře nad Uzbekem Temurem Ismajlovem bronzovou medaili z dvouhry. Bronzové kovy přidal ze soutěže týmů a mixu.
Australian Open 2016 znamenalo debut v hlavní soutěži a porážku od francouzské turnajové třiadvacítky Gaëla Monfilse v prvním kole. O měsíc později podruhé vyhrál kjótský challenger po finále s Číňanem Čang Ce a bodový zisk jej premiérově posunul do elitní světové stovky na 99. místo. Na travnatém Gerry Weber Open 2016 vyřadil Američana Taylora Fritze, aby turnaj opustil po porážce od italského hráče Andrease Seppiho.
Premiérovou trofej na túře ATP tour vybojoval na debutovém ročníku travnatého Antalya Open 2017, kde ve druhé fázi vyřadil španělskou turnajovou čtyřku Davida Ferrera. Po semifinálové výhře pro skreč ve třetí sadě Kypřana Marcose Baghdatise zdolal v rozhodujícím boji o titul francouzského hráče Adriana Mannarina. Bodový zisk jej v následném vydání žebříčku ATP z 3. července 2017 posunul na nové kariérní maximum, když mu patřila 44. příčka. Před turnajem přitom Sugita postoupil pouze do dvou čtvrtfinále turnajů okruhu ATP Tour.

## Finále na okruhu ATP World Tour
| Legenda (před/od 2009)            |
| D – dvouhra; Č – čtyřhra          |
| Grand Slam (0–0)                  |
| Turnaj mistrů (0–0)               |
| ATP World Tour Masters 1000 (0–0) |
| ATP World Tour 500 (0–0)          |
| ATP World Tour 250 (1–0 D)        |

### Dvouhra: 1 (1–0)
| Stav  | č. | datum            | turnaj           | povrch | soupeř ve finále | výsledek      |
| ----- | -- | ---------------- | ---------------- | ------ | ---------------- | ------------- |
| Vítěz | 1. | 1. července 2017 | Antalya, Turecko | tráva  | Adrian Mannarino | 6–1, 7–6(7–4) |

## Finále na challengerech ATP
| Legenda                    |
| -------------------------- |
| Challengery (9–6 D; 0–1 Č) |

### Dvouhra: 15 (9–6)
| Stav      | č. | datum              | turnaj                       | povrch      | soupeř ve finále         | výsledek            |
| --------- | -- | ------------------ | ---------------------------- | ----------- | ------------------------ | ------------------- |
| Vítěz     | 1. | 14. března 2010    | Kjóto, Japonsko              | koberec (h) | Matthew Ebden            | 4–6, 6–4, 6–1       |
| Finalista | 1. | 28. listopadu 2010 | Tojota, Japonsko             | koberec (h) | Tacuma Itó               | 4–6, 2–6            |
| Finalista | 2. | 2. září 2012       | Bangkok, Thajsko             | tvrdý       | Dudi Sela                | 1–6, 5–7            |
| Finalista | 3. | 28. října 2012     | Soul, Jižní Korea            | tvrdý       | Lu Jan-sun               | 3–6, 6–7(4–7)       |
| Vítěz     | 2. | 8. září 2013       | Šanghaj, ČLR                 | tvrdý       | Hiroki Morija            | 6–3, 6–3            |
| Finalista | 4. | 24. listopadu 2013 | Tojota, Japonsko (2)         | koberec (h) | Matthew Ebden            | 3–6, 2–6            |
| Finalista | 5. | 2. března 2014     | Kanton, ČLR                  | tvrdý       | Blaž Rola                | 7–6(7–4), 4–6, 3–6  |
| Vítěz     | 3. | 25. října 2014     | Puné, Indie                  | tvrdý       | Adrián Menéndez-Maceiras | 6–7(1–7), 6–4, 6–4  |
| Finalista | 6. | 12. dubna 2015     | Saint-Brieuc, Francie        | tvrdý (h)   | Nicolas Mahut            | 6-3, 6–7(3–7), 4–6  |
| Vítěz     | 4. | 6. září 2015       | Bangkok, Thajsko             | tvrdý       | Marco Trungelliti        | 6–4, 6–2            |
| Vítěz     | 5. | 8. listopadu 2015  | Hua Hin, Thajsko             | tvrdý       | Stéphane Robert          | 6–2, 1–6, 6–3       |
| Vítěz     | 6. | 28. února 2016     | Kjóto, Japonsko (2)          | koberec (h) | Čang Ce                  | 5–7, 6–3, 6–4       |
| Vítěz     | 7. | 5. března 2017     | Jokohama, Japonsko           | tvrdý       | Soon Woo Kwon            | 6–4, 2–6, 7–6(7–2)  |
| Vítěz     | 8. | 19. března 2017    | Šen-čen, ČLR                 | tvrdý       | Blaž Kavčič              | 7–6(8–6), 6–4       |
| Vítěz     | 9. | 11. června 2017    | Surbiton, Spojené království | tráva       | Jordan Thompson          | 7–6(9–7), 7–6(10–8) |

### Čtyřhra: 1 (0–1)
| Stav      | č. | datum         | turnaj           | povrch | spoluhráč        | soupeři ve finále                   | výsledek |
| --------- | -- | ------------- | ---------------- | ------ | ---------------- | ----------------------------------- | -------- |
| Finalista | 1. | 26. září 2010 | Bangkok, Thajsko | tvrdý  | Frederik Nielsen | Sančaj Ratiwatana Sončat Ratiwatana | 3–6, 5–7 |